# Fes-me cinc cèntims dels teus pensaments
"Fes-me cinc cèntims dels teus pensaments" (títol original en anglès "A Penny for Your Thoughts") és el setzè episodi de la segona temporada, i el 52è total de la sèrie de televisió d'antologia La Dimensió Desconeguda. Es va emetre originalment el 3 de febrer de 1961 a CBS. Ha estat doblat al català i emès per TV3. Fou escrit per George Clayton Johnson.

## Narració d'obertura
| « | Sr. Hector B. Poole, resident de la Dimensiò Desconeguda. Llança una moneda i segueix tirant-la. Quines són les probabilitats? La meitat del temps sortirà de cap, la meitat del temps sortirà de cap. Però en una estranya oportunitat en un milió, aterrarà al seu límit. El Sr. Hector B. Poole, una brillant moneda humana - de camí cap al banc. | » |

## Argument
Hector B. Poole és un empleat bancari sensible i insegur. De camí a la feina, llança una moneda a la caixa oberta d'un venedor per pagar un diari, i miraculosament aterra a la vora. De sobte pot escoltar els pensaments dels altres, però no sap què està passant. Distret, gairebé és atropellat per un cotxe, i queda confós quan sent que el conductor expressa preocupació mentre pensa enfadat en la negligència de l'Hèctor.
Al seu lloc de negoci, l'Hèctor està ultimant la documentació per a un préstec de 200.000 dòlars a un empresari anomenat Sykes, sent Sykes pensant a utilitzar els diners per a un corredor a la carrera de cavalls per recuperar els diners que ha malversat. la seva companyia. L'Hèctor desafia a Sykes, que l'acusa de mentir i retira el seu negoci del banc, per disgust del cap Bagby.
A continuació, l'Hèctor escolta un vell empleat de confiança, Smithers, pensant en com robarà diners en efectiu del banc i escaparà a les Bermudes. Confia plenament en Helen Turner, una companya de feina que pensa en pensaments afectuosos sobre ell; ella no creu en els seus poders, però el demana que li parli a Bagby sobre Smithers. Hector ho fa, dient que va escoltar Smithers; incrèdul al principi, Bagby decideix investigar Smithers. Smithers demostra ser innocent i Bagby acomiada l'Hèctor. Llavors, Smithers admet en privat a l'Hèctor que ha fantasejat durant anys amb el robatori, però mai no ho aconsegueix.
L'Hèctor transmet la seva infelicitat a Helen: ha après més del que volia saber sobre la desconnexió entre els pensaments i les accions de la gent. Bagby s'assabenta que Sykes ha estat arrestat per jugar amb diners de l'empresa i s'ofereix a reintegrar l'Héctor. Utilitzant el xantatge basat en el coneixement d'una aventura que està tenint el seu cap, Hector recupera la seva feina, un augment i unes vacances a les Bermudes per a Smithers.
Després de la feina, quan l'Hèctor torna a casa amb Helen, torna al quiosc, on encara hi ha la seva moneda. Comprant un diari de la tarda, el tomba i després troba que la seva capacitat de llegir la ment ha desaparegut. Deixa el quiosc amb Helen, esperançat pel futur.

## Narració de cloenda
| « | Una vegada en un milió, una moneda aterrarà a la seva vora, però tot el que cal per tombar-la és una brisa vagabunda, una vibració o un lleuger cop. Hector B. Poole, una moneda humana, a la vora durant un breu temps - a la Dimensiò Desconeguda. | » |

## Repartiment
- Dick York com a Hector B. Poole
- June Dayton com a Helen Turner
- Dan Tobin com el Sr. Bagby
- Hayden Rorke com el Sr. Sykes
- Cyril Delevanti com el Sr. Smithers
- Patrick Waltz com a Brand